# Posibilitum Business
Posibilitum Business  fue comprada por Ángel de Cabo, y adquirió el Grupo Marsans el 9 de junio de 2010 y el Grupo Nueva Rumasa el 9 de septiembre de 2011.

## La Empresa
Operaciones anteriores vinculan la trayectoria de este grupo empresarial a la compra de empresas en quiebra durante la Crisis financiera de 2008. Un claro ejemplo fue la compra de Teconsa, a través de una sociedad del grupo llamada Nuevas Formas y Diseños.

## Compra delGrupo Marsans
La situación insostenible del Grupo Marsans, basada en el continuo impago a sus proveedores, precipitó su venta a Posibilitum Business, a través de la sociedad TEINVER.

## Compra del GrupoNueva Rumasa
El impago de salarios a los trabajadores de Clesa, buque insignia del Grupo, es el detonante que abre la búsqueda de comprador para Nueva Rumasa.

## Imputación judicial
El 5 de diciembre de 2012, la Audiencia Nacional decretó prisión provisional para Ángel de Cabo Sanz y Gerardo Díaz Ferrán (Expresidente del Grupo Marsans), eludible con fianzas de 50 y 30 millones de euros respectivamente, por el presunto delito de alzamiento de bienes en el proceso de adquisición del Grupo Marsans.